# La Mendieta
La Mendieta – miasto w Argentynie, w prowincji Jujuy, w departamencie San Pedro.
Według danych szacunkowych na rok 2010 miejscowość liczyła 3 635 mieszkańców.